# イソ・リヴォルタ・レーレ

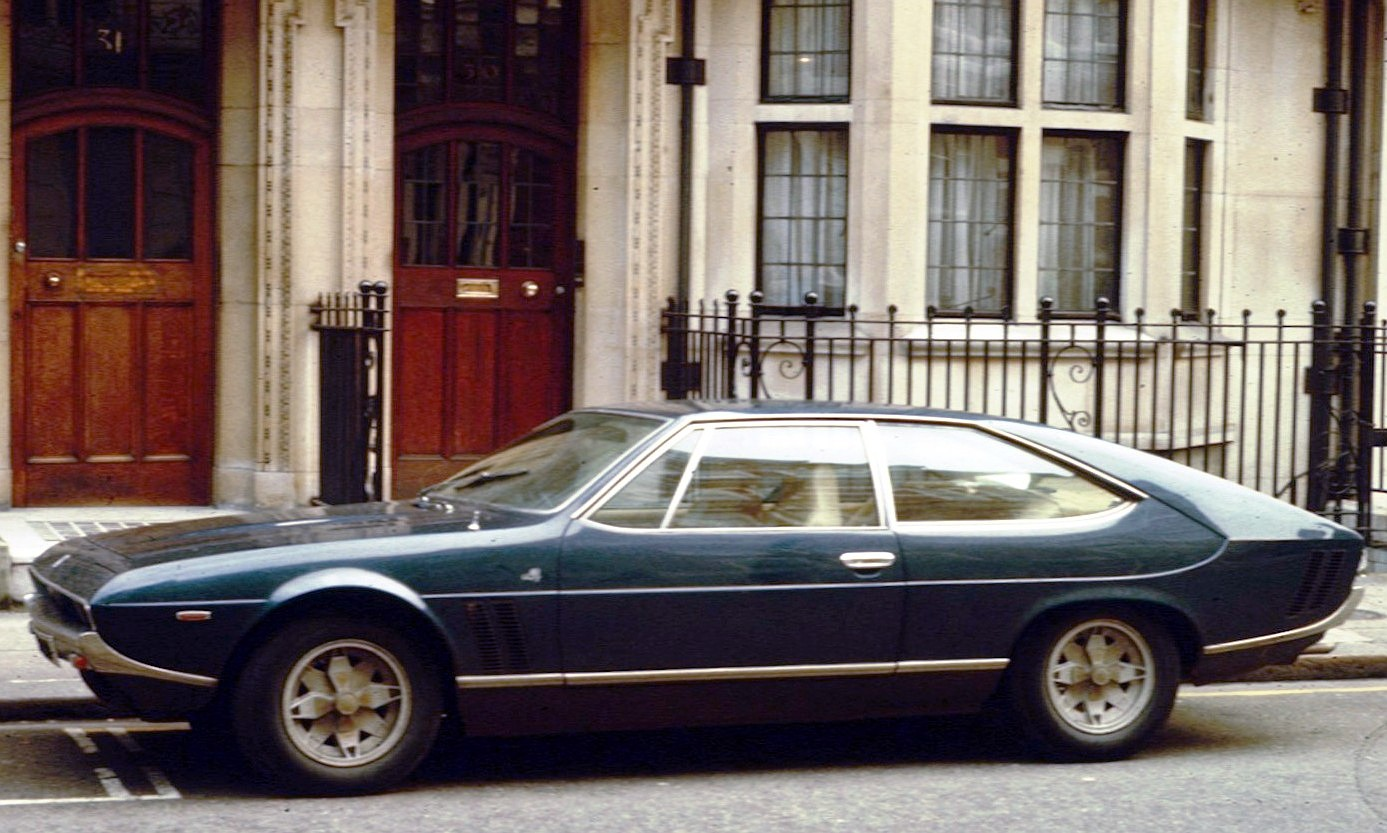
イソ・リヴォルタ・レーレ

リヴォルタ・レーレ（Rivolta Lele ）はイタリアの自動車メーカー・イソが1969年から1974年まで生産した2ドアクーペである。

## 概要
1964年以来作られて旧態化したリヴォルタGTのボディを一新し、エンジンをフォード製V型8気筒5,769cc325馬力エンジンに換装したもので、最高速度245km/hをマークした。ベルトーネのマルチェロ・ガンディーニのデザインは特にフロント周りが同じデザイナーのランボルギーニ・ハラマとよく似ている。1974年イソの倒産とともに消滅した。